# Josef Haselbach
Josef Haselbach (* 14. Juni 1936 in Gams, Kanton St. Gallen; † 21. August 2002) war ein Schweizer Komponist und Organist.
Nach seiner Schulausbildung begann Haselbach ein Studium am Lehrerseminar in Rorschach. Nach dessen Abschluss nahm er eine Beschäftigung als Lehrer und Organist auf. Nebenher studierte er an der Zürcher Musikakademie und später an der Universität Zürich bei Kurt von Fischer Musikwissenschaft. Parallel dazu befasste sich Haselbach auch mit Psychologie und Philosophie.
Im Jahre 1960 wurde er in Basel Lehrer für Musik und Musikdidaktik. Zu dieser Zeit entstanden Haselbachs erste Kompositionen. In den Jahren 1964 bis 1968 setzte er seine Kompositionsstudien an der Musik-Akademie der Stadt Basel bei Klaus Huber fort. Ab 1975 wirkte Haselbach als Lehrer für Musiktheorie und Komposition am Zürcher Konservatorium. Diese Position bekleidete er bis 1989.
Sein kompositorisches Schaffen umfasst vorrangig Instrumentalwerke. Er komponierte unter anderem Hommagen für Kammerorchester. Seine Werke sind geprägt durch die Einbeziehung musikalischer Elemente aus dem Gregorianischen Choral bis hin zu den Musikelementen seiner Zeit.

## Preise
1978: Conrad-Ferdinand-Meyer-Preis[1]

## Werke (Auswahl)
- Mironton für 2 Bassgamben
- Prélude für Orchester
- Leporellos Traum für Kammerorchester (Paul Sacher gewidmet)
- Anima di bronzo für Orchester
- Abendlied für Violoncello
- Alleluja II für Klarinette und Viola
- Tanzlied für Violine, zwei Violen und Violoncello
- Abendlied ohne Worte für Sopransolo
- Drei Lieder nach Gedichten von Katharina Sallenbach

| Personendaten    | Personendaten                    |
| ---------------- | -------------------------------- |
| NAME             | Haselbach, Josef                 |
| KURZBESCHREIBUNG | Schweizer Komponist und Organist |
| GEBURTSDATUM     | 14. Juni 1936                    |
| GEBURTSORT       | Gams SG                          |
| STERBEDATUM      | 21. August 2002                  |